# 南薩鉄道万世線
万世線（ばんせいせん）は、かつて鹿児島県加世田市（現・南さつま市）の加世田駅から同市の薩摩万世駅までを結んでいた南薩鉄道（鹿児島交通の前身）の鉄道路線である。1962年（昭和37年）に廃止された。
路線跡はサイクリングロードとして整備され、2007年（平成19年）に全線が完成した。

## 路線データ
- 路線距離（営業キロ）：2.5km
- 軌間：1067mm
- 駅数：2駅（起終点駅含む。廃止時点）
- 複線区間：なし（全線単線）
- 電化区間：なし（全線非電化）

## 運行形態
「軌跡-南薩鉄道70年」によると1960年（昭和35年）当時は17往復の列車が走っていた。朝ラッシュ時20分、日中と夜間は60分おきに加世田 - 薩摩万世間をピストン輸送する運転形態をとっていた。その他、数往復の貨物列車も運転されていた。

## 歴史
- 1915年（大正4年）9月9日 鉄道免許状下付（川邊郡加世田村-同郡東加世田村）[1]
- 1916年（大正5年）
  - 10月22日 南薩鉄道により加世田 - 大崎町間開業[2]
  - 11月1日 大崎町駅を薩摩大崎町駅に改称[3]
- 1941年（昭和16年）5月 薩摩大崎町駅を薩摩万世駅に改称
- 1962年（昭和37年）1月15日 加世田 - 薩摩万世間廃止

## 駅一覧
接続路線の事業者名、所在地は万世線廃止時点のもの。
| 駅名       | 駅間キロ | 営業キロ | 接続路線                       | 所在地           |
| ---------- | -------- | -------- | ------------------------------ | ---------------- |
| 加世田駅   | -        | 0.0      | 南薩鉄道：枕崎線（1984年廃止） | 鹿児島県加世田市 |
| 薩摩万世駅 | 2.5      | 2.5      |                                | 鹿児島県加世田市 |